# Bogusław Jasiński (filozof)
Bogusław Jasiński (ur. 1953) – polski filozof, estetyk oraz pisarz.
Autor kilkunastu książek z dziedziny filozofii, m.in.: Zagubiony ethos, Dwie fenomenologie: Husserl i Heidegger, Tezy o ethosofii, Droga myśli, Twórczość a sztuka – wprowadzenie do estetyki procesów twórczych, Estetyka po estetyce, Sztuka. Tylko wtedy, kiedy jestem oraz ponad 140 rozpraw naukowych.
Od wielu lat tworzy koncepcję ethosofii – oryginalnego stanowiska teoretycznego, wykraczającego poza standardowo rozumianą filozofię.
Ukończył filologię polską i filozofię na Uniwersytecie Warszawskim oraz studia na Wydziale Reżyserii PWST w Warszawie. Uzyskał stopień doktora filozofii w PAN.